# Osmotiskt tryck
Osmotiskt tryck är det tryck som en vätska, som är skild från destillerat vatten med hjälp av en semipermeabel vägg, måste utsättas för, för att det inte genom osmos  skall ske ett nettoflöde av vatten in i vätskan.
{\displaystyle \Psi _{0}=-M\cdot R\cdot T}
där
ψo =  Osmotiskt tryck (Pa)
M = Total koncentration (mol/m3)
R = Allmänna gaskonstanten (8,3145 m3*Pa/(kelvin*mol) = 8,3145 N*m/(kelvin*mol))
T = Temperatur (kelvin)